# Propappus glandulosus
Propappus glandulosus is een ringworm uit de familie van de Propappidae. De wetenschappelijke naam van de soort is voor het eerst geldig gepubliceerd in 1905 door Michaelsen.